# Aries-Espénan
Aries-Espénan är en kommun i departementet Hautes-Pyrénées i regionen Occitanien i sydvästra Frankrike. Kommunen ligger i kantonen Castelnau-Magnoac som tillhör arrondissementet Tarbes. År 2022 hade Aries-Espénan 86 invånare.

## Befolkningsutveckling
Antalet invånare i kommunen Aries-Espénan
| Referens: INSEE |